# Typhlohnia sondoong
Espèce
Typhlohnia sondoong est une espèce d'araignées aranéomorphes de la famille des Hahniidae.

## Distribution
Cette espèce est endémique de la province de Quảng Bình au Viêt Nam,. Elle se rencontre dans la grotte Hang Sơn Đoòng.

## Description
Le mâle holotype mesure 1,70 mm et la femelle paratype 1,73 mm, les femelles mesurent de 1,50 à 2,07 mm.

## Systématique et taxinomie
Cette espèce a été décrite par Lin et Li en 2023.

## Étymologie
Son nom d'espèce lui a été donné en référence au lieu de sa découverte, la grotte Hang Sơn Đoòng.

## Publication originale
- Chu, Lin & Li, 2023 : « New genera and new species of Hahniidae (Araneae) from China, Laos, Myanmar, and Vietnam. » ZooKeys, vol. 1187, p. 91-134 (texte intégral).